# Rudabánya
Rudabánya är en ort i Ungern.   Den ligger i provinsen Borsod-Abaúj-Zemplén, i den norra delen av landet, 150 km nordost om huvudstaden Budapest. Rudabánya ligger 289 meter över havet och antalet invånare är 2 941.
Terrängen runt Rudabánya är huvudsakligen platt, men åt nordost är den kuperad. Rudabánya ligger uppe på en höjd. Runt Rudabánya är det ganska tätbefolkat, med 166 invånare per kvadratkilometer. Närmaste större samhälle är Edelény, 11,8 km sydost om Rudabánya. I omgivningarna runt Rudabánya växer i huvudsak lövfällande lövskog.